# Italaphaenops
Italaphaenops is een geslacht van kevers uit de familie van de loopkevers (Carabidae). De wetenschappelijke naam van het geslacht is voor het eerst geldig gepubliceerd in 1964 door Ghidini.

## Soorten
Het geslacht Italaphaenops is monotypisch en omvat slechts de volgende soort:
- Italaphaenops dimaioi Ghidini, 1964